# Lamporecchio
Lamporecchio è un comune italiano di 7 360 abitanti della provincia di Pistoia in Toscana. Distante circa 18,5 km dal capoluogo provinciale, il comune si estende su 22 km² tra la pianura della Valdinievole ed il Montalbano.

## Geografia fisica
Il comune di Lamporecchio si estende sulle pendici occidentali del Montalbano, lambendo l'area del Padule di Fucecchio, ai limiti orientali della Valdinievole.
- Classificazione sismica: zona 2 (sismicità medio-alta), Ordinanza PCM 3274 del 20/03/2003
- Classificazione climatica: zona D, 1705 GG
- Diffusività atmosferica: media, Ibimet CNR 2002

## Origini del nome
Il toponimo Lamporecchio è citato per la prima volta il 19 gennaio 1057 come Lamporeclo; il Repetti riporta una forma latina o latinizzata Lamporeclum. Secondo Silvio Pieri il nome deriva da lampone con dissimilazione della seconda nasale in r. Il Pellegrini sostiene la medesima idea.

## Storia
Il territorio del comune di Lamporecchio si estende per 22,25 km² in collina e pianura, dalle pendici occidentali del Montalbano al padule di Fucecchio. Abitato fin dall'epoca romana, ebbe origine da un antico feudo; esso venne incorporato nel 1774 alla comunità e podesteria di Serravalle, staccandosene nel 1810 per unirsi alla frazione di Larciano.
Ha raggiunto l'assetto attuale nel 1897 quando Larciano è divenuto comune autonomo. Lamporecchio, che si sviluppò lungo il tracciato della strada che dal Valdarno Inferiore raggiungeva Pistoia attraverso il Montalbano, fu dall'XI al XIII secolo feudo dei vescovi di Pistoia che videro confermati i loro privilegi dai diplomi imperiali di Federico I (1155), Arrigo VI (1196) e Ottone IV (1209); ma già nel 1224, dopo vivaci dispute, ne fu riconosciuta la giurisdizione politica al comune pistoiese. 
Nel corso delle guerre tra Pistoia, Lucca e Firenze (1306-1328) Lamporecchio passò alternativamente di mano, finché Firenze, dopo averlo concesso a Pistoia nel 1329, non ne decise l'annessione definitiva al proprio distretto nel 1351. A Lamporecchio nacque il poeta Francesco Berni (1497-1535) e visse il "poeta contadino" Idalberto Targioni, sindaco tra il 1914 e il 1919.
Nel passato le maggiori risorse del territorio provenivano dall'agricoltura in quanto i terreni, particolarmente fertili, permettevano una proficua coltivazione della vite e dell'olivo nella zona collinare, del lino e della canapa nella zona pianeggiante, mentre la parte più montuosa della comunità serviva per i pascoli e per la raccolta del legname nei boschi. Tradizionale elemento del suo paesaggio agrario erano le viti congiunte ai gelsi.
Per molti secoli sin dal XVI, il territorio è stato caratterizzato dalla presenza di due grandi fattorie, che ne coprivano ampia parte: la Fattoria di Spicchio dei principi Rospigliosi con sessantatré poderi e la Fattoria di Carraia dei conti Manni con quarantasette poderi e relative case da lavoratore. Poche altre famiglie nobiliari e di proprietari terrieri, quali Torrigiani, Martelli e Minghetti, detenevano la quasi totalità dei restanti poderi, attivi sul territorio.
A partire dalla seconda metà del XIX secolo tali grandi tenute cominciarono a disgregarsi sia per divisioni ereditarie che per vendite e diverse destinazioni. 
Oggi, in particolare, la Villa di Spicchio, dopo alterne vicende e vari passaggi di proprietà, è adibita a matrimoni, convegni e meeting, simile destinazione per la Villa del Parco, mentre la Villa di Carraia è sempre di proprietà dei conti Lucarini Manni, che vi soggiornano saltuariamente.
Nel Settecento, molto diffuse erano la filatura della lana e del lino a domicilio, per conto del mercato pratese e di strumenti agricoli in ferro. Alle superstiti attività agricole (la coltivazione medio-intensiva della vite e dell'olivo, cui si sono aggiunte quella dei piselli e l'avicoltura), Lamporecchio ha affiancato nell'ultimo trentennio varie attività industriali e artigianali. 
La vicinanza del Padule di Fucecchio è stato economicamente importante per lo meno fino agli inizi degli anni Settanta del nostro secolo, in quel tempo gruppi consistenti di Lamporecchiani, fra cui numerose donne, andavano in padule a tagliare il cosiddetto sarello, un'erba che veniva utilizzata per impagliare seggiole e damigiane, e la cannella, con la quale venivano costruiti i cannicci. Era un lavoro pesante e sicuramente poco salubre, spesso neppure particolarmente ben retribuito.
All'incirca fino alla metà degli anni Cinquanta Lamporecchio ha continuato ad essere un paese basato essenzialmente, dal punto di vista economico, sull'agricoltura (basta ricordare la grande importanza avuta, in tutta la prima metà del nostro secolo, dell'estesa proprietà fondiaria della Fattoria di Spicchio, per la quale lavoravano numerose famiglie), anche se erano già attive alcune industrie (una Fornace di laterizi a Mastromarco, dal 1945 una Cooperativa di Calzaturieri, una fabbrica di mattonelle…) e soprattutto numerosi laboratori di tipo artigianale, in particolar modo nel settore calzaturiero ed in quello alimentare, per la produzione delle tipiche cialde dette brigidini.
Industrie e laboratori che nel corso degli anni si sono ulteriormente consolidati e diffusi nel territorio.
Fino ad alcuni decenni fa erano caratteristiche di Lamporecchio anche alcune aziende che “lavoravano” i fiori secchi per farne composizioni ornamentali e che, soprattutto in estate, impiegavano una grande quantità di manodopera, in prevalenza femminile.
A Lamporecchio è esistita anche una produzione artigianale di cappelli di paglia, così come è stata un'importante e pregevole caratteristica del paese la tradizione dei ricami, che sia pur in maniera più limitata ancora sopravvive soprattutto nella zona collinare di San Baronto, Porciano, Papiano… Esiste un tipo particolare di punto, chiamato significativamente “punto di Lamporecchio” che pare sia nato proprio all'interno della scuola di cucito istituita da Laura Merrick.
Attualmente l'economia di Lamporecchio si basa principalmente sull'attività terziaria, in modo particolare sul commercio (fisso e ambulante) e su varie attività industriali, fra cui alcune di un certo rilievo, sviluppate soprattutto nel settore calzaturiero, dolciario, edile, in quello della produzione di materie plastiche, nel settore agroalimentare, ed in quello della commercializzazione dei prodotti agricoli, in primo luogo dell'olio e del vino.
L'agricoltura attualmente continua a rivestire una certa importanza anche perché viene realizzata con tecniche avanzate e modalità operative vantaggiose anche per la presenza di importanti strutture cooperative: fra le altre, l'Oleificio Cooperativo Montalbano, la Cooperativa Vinicola “Chianti Montalbano”, all'interno della quale, dal 1994, sono comprese anche le strutture e le attività di una cooperativa “storica” del territorio, la Cooperativa Agricola “Giuseppe di Vittorio”.
Prodotti molto pregiati e conosciuti per la loro qualità sono il vino e l'olio. Infatti sia il vino che l'olio prodotto in queste zone collinari, a Lamporecchio, a Larciano, ma anche in vari altri paesi dell'area del Montalbano, sono tutt'oggi assai richiesti ed apprezzati.
Alcuni anni fa i sindaci del Montalbano, Capraia e Limite, Carmignano, Cerreto Guidi, Lamporecchio, Larciano, Monsummano Terme, Quarrata, Serravalle Pistoiese, Vinci, sottoscrissero un “Patto” per lo sviluppo di questo territorio. Alla base di questa intesa c'era la convinzione comune che il Montalbano doveva essere inteso come un sistema territoriale omogeneo, un territorio in cui la presenza umana si è caratterizzata per una felice sinergia fra il contesto naturale e le stesse attività umane, con i suoi antichi terrazzamenti costruiti in modo sapiente, ricchi di vigneti e uliveti, con le sue antiche fattorie disseminate lungo le pendici collinari, con una diffusa attività agricola di qualità. Un ambiente a “misura d'uomo” che si è mantenuto, suggestivo e confortevole nel corso dei secoli. Il “Patto” si proponeva di salvaguardare questa realtà sviluppando un'azione politica coerente rivolta a salvaguardare l'ambiente, valorizzandone fra l'altro le potenzialità turistiche e la qualità dei suoi prodotti agricoli più tipici: vino ed olio. In questo contesto di dare vita ad uno strumento che fosse in grado di creare una rete di supporto alle aziende, di collegare i punti di forza turistici, culturali e produttivi, di presentare in una logica di sistema integrato il nostro territorio, i suoi operatori e i loro prodotti, nasce nel 2004 l'Associazione Strada dell'Olio e del Vino del Montalbano – Le Colline di Leonardo, riconosciuta ufficialmente dalla Regione Toscana. Il proposito dell'Associazione è di favorire la valorizzazione della viticoltura e dell'olivicoltura di qualità. In questa zona vengono prodotti il Chianti Montalbano DOCG, il Bianco della Valdinievole DOC, il Vin Santo della Valdinievole, il Bianco Empolese DOC, i vini di Cerreto ad indicazione geografica tipica. L'olio d'oliva qui prodotto, famoso per le sue qualità organolettiche e l'alto valore nutrizionale è l'extravergine IGP Toscano “Montalbano”. Il progetto è stato fin dall'inizio apprezzato e condiviso dagli operatori di questo territorio che hanno aderito in modo significativo alla Strada: circa 140 tra aziende agricole, aziende agrituristiche, oleifici, cantine, enoteche, ristoranti, alberghi, terme, strutture sportivo, associazioni agricole, Enti Locali.

### Simboli
Lo stemma e il gonfalone sono stati concessi con decreto del presidente della Repubblica del 27 gennaio 2022.
Il gonfalone è un drappo di giallo.

## Monumenti e luoghi d'interesse

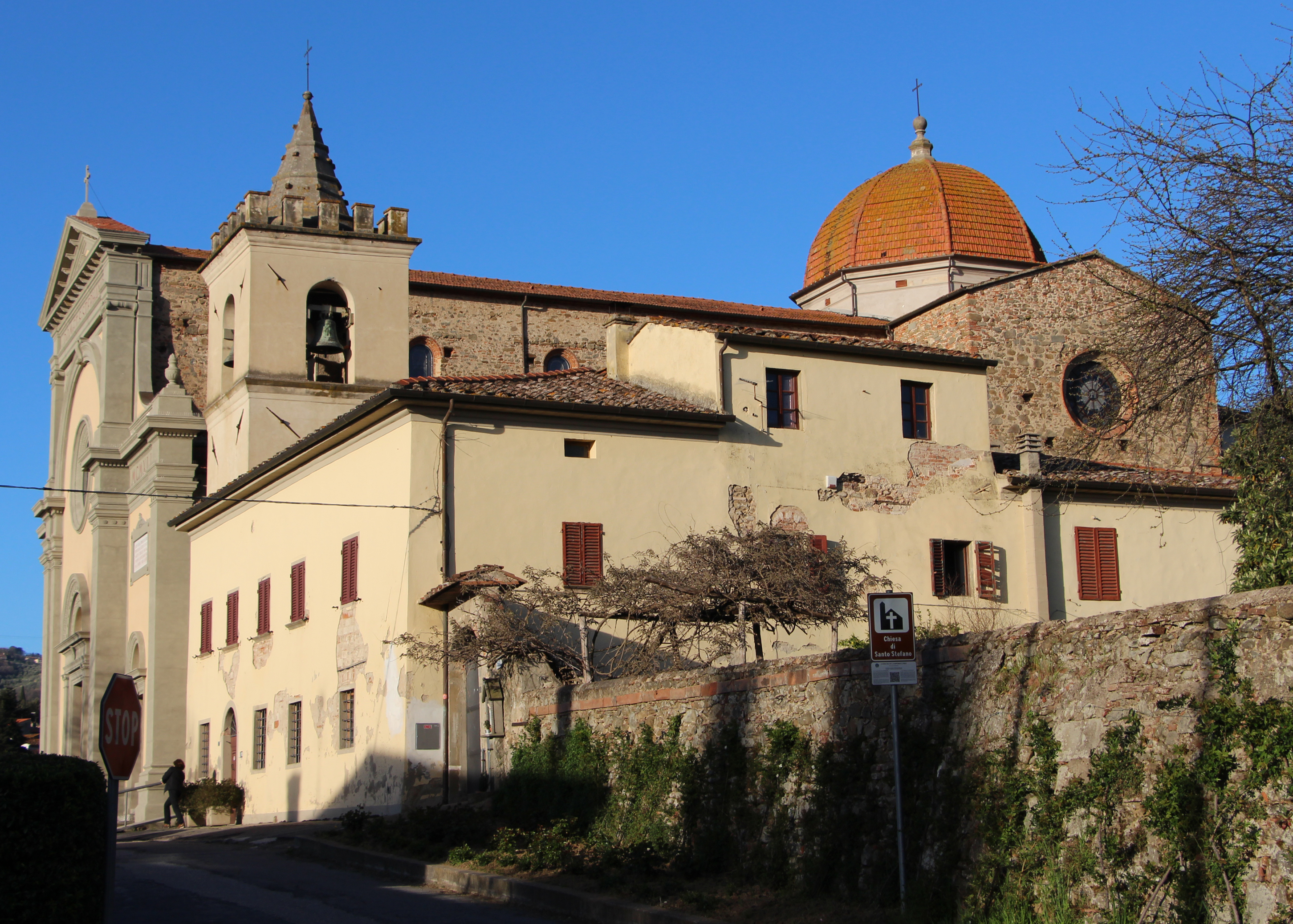
Pieve di Santo Stefano

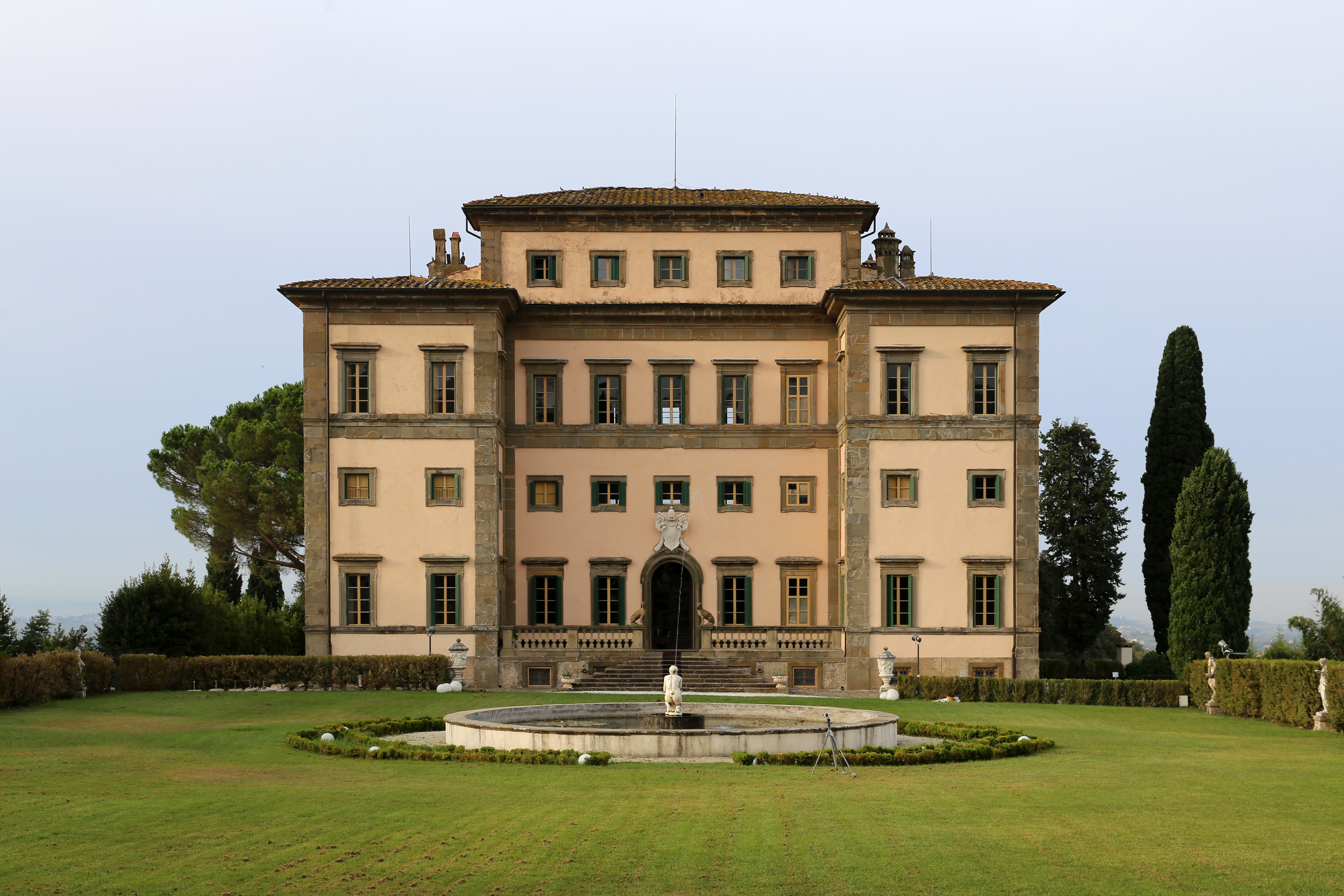
Villa Rospigliosi

### Architetture religiose
- Pieve di Santo Stefano
- Chiesa di Santa Maria del Pruno
- Chiesa di San Giorgio a Porciano
- Chiesa di San Baronto
- Chiesa di Santa Teresa del Bambin Gesù (Mastromarco)
- Cappella di San Sebastiano, annessa alla villa del conte Manni in Carraia, oggi non più consacrata al culto

### Parchi
- Parco storico Rospigliosi (associato alla Villa Rospigliosi, in memoria di papa Clemente IX e di Gianlorenzo Bernini)

### Architetture civili
- Villa Rospigliosi
- Villa di Carraia
- Villa di Papiano

## Società

### Evoluzione demografica
Abitanti censiti

### Etnie e minoranze straniere
Secondo i dati ISTAT al 31 dicembre 2010 la popolazione straniera residente era di 748 persone. Le nazionalità maggiormente rappresentate in base alla loro percentuale sul totale della popolazione residente erano:
- Albania 365 4,73%
- Romania 166 2,15%

## Geografia antropica

### Borgano
Borgano è collocato lungo la SP123, una via molto trafficata che mette in comunicazione Lamporecchio con Vinci e più largamente i comuni della Valdinievole con la Val d'Elsa.

### Carraia
Località posta su un poggio tra San Baronto e Lamporecchio nella quale vi è la seicentesca Villa di Carraia della nobile famiglia pistoiese dei conti Manni.

### Cerbaia
Frazione percorsa quasi interamente dall'omonima via e sede di alcune attività manifatturiere nella zona industriale di recente costruzione.

### Collececioli
Piccolo nucleo abitativo posizionato su un caratteristico colle ben distinguibile dalla morfologia dell'intero Montalbano.

### Fornello
Il borgo più vicino alla provincia di Firenze, in esso è presente il "muro del Fornello", lunga strada in salita spesso meta ambita per i ciclisti.

### Lampaggio
Piccolo borgo situato sul Montalbano. La frazione di Lampaggio è posizionata su un caratteristico colle ben distinguibile dalla morfologia dell'intero Montalbano, e si trova lungo la SP9 tra Porciano e Fornello.

### Lamporecchio
Il centro cittadino è sede del Comune e della maggior parte delle attività commerciali del paese.

### Mastromarco
Nucleo abitativo di antica formazione, risulta essere la frazione più popolosa del comune.

### Orbignano
Orbignano è una località medievale interamente situata interamente in collina, luogo della chiesa di Santa Maria del Pruno.

### Papiano
Piccola località del territorio, su cui è posizionata l'omonima Villa di Papiano.

### Papone
La frazione di Papone si trova lungo la SP123, subito dopo Borgano per i mezzi che provengono dal centro di Lamporecchio.

### Porciano
Piccolo borgo situato sul Montalbano. La pro loco locale organizza nei mesi estivi un gran numero di eventi legati alla ristorazione e all'intrattenimento.

### San Baronto
La frazione più a nord del comune, posta sul Montalbano. Il nucleo abitativo originale risale all'VIII secolo, attorno al quale venne edificata una Chiesa consacrata nel 1018.

### Spicchio
Spicchio (da non confondersi con la frazione di Spicchio di Sovigliana, provincia di Firenze) è una piccola località famosa per la Villa e il parco storico Rospigliosi, posizionata lungo la strada che collega il centro del paese con San Baronto.

## Cultura

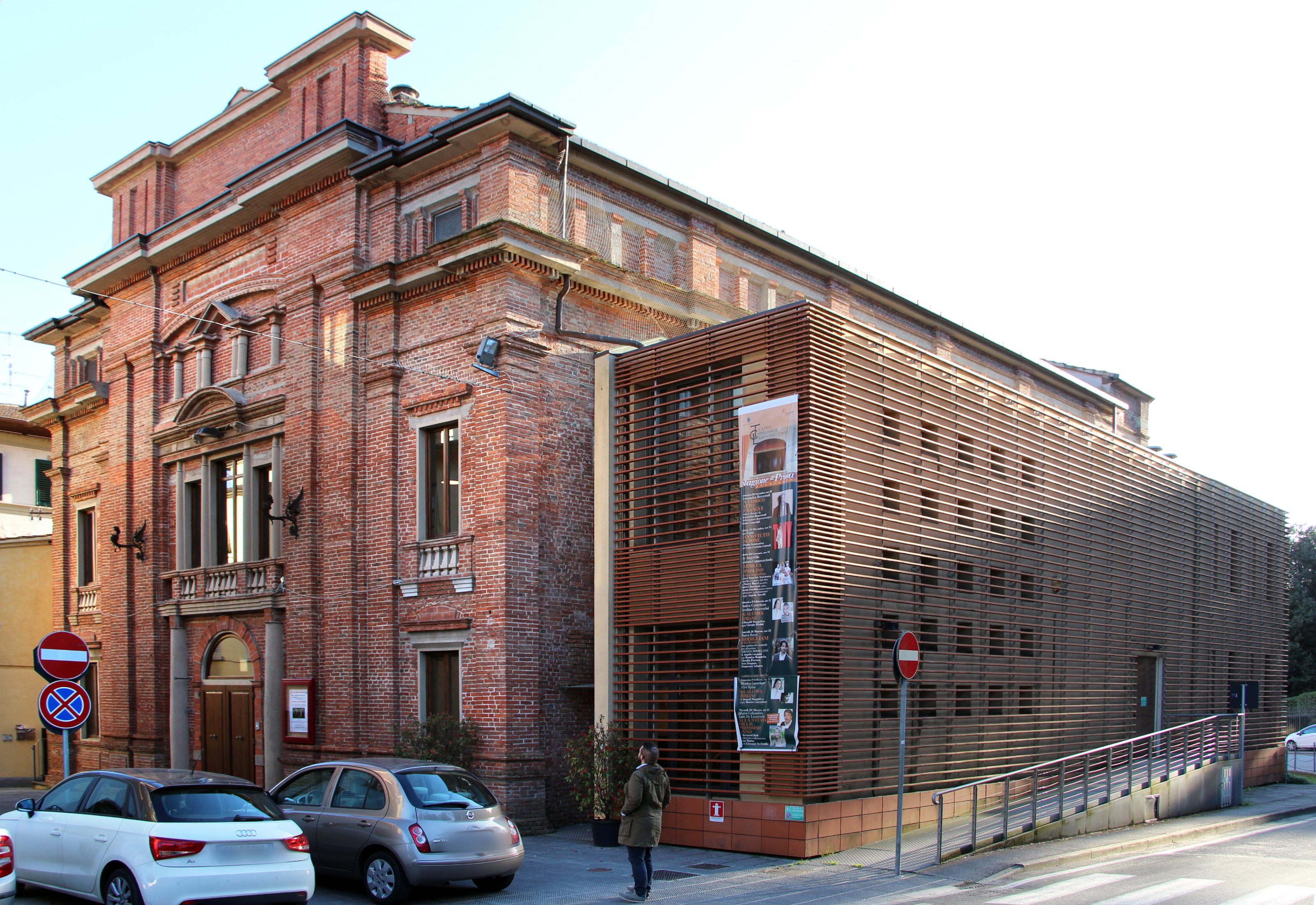
Teatro Comunale

### Cucina
Il prodotto tipico di Lamporecchio è il brigidino, un dolcetto diventato una delle specialità della cucina toscana; esso stesso sarebbe una specie di stemma comunale. Un altro tipo di prodotto tipico è "l'olio bono del Montalbano", una specie di olio con cui si possono cucinare varie ricette.

## Amministrazione
Di seguito è presentata una tabella relativa alle amministrazioni che si sono succedute in questo comune.
| Periodo        | Periodo        | Primo cittadino      | Partito                                                        | Carica  | Note   |
| -------------- | -------------- | -------------------- | -------------------------------------------------------------- | ------- | ------ |
| 19 giugno 1985 | 8 giugno 1990  | Giovanni Dei         | Partito Comunista Italiano                                     | Sindaco | [ 12 ] |
| 8 giugno 1990  | 24 aprile 1995 | Cesare Paganelli     | Partito Comunista Italiano, Partito Democratico della Sinistra | Sindaco | [ 12 ] |
| 24 aprile 1995 | 14 giugno 1999 | Cesare Paganelli     | Partito Democratico della Sinistra                             | Sindaco | [ 12 ] |
| 14 giugno 1999 | 14 giugno 2004 | Aldo Morelli         | Democratici di Sinistra                                        | Sindaco | [ 12 ] |
| 14 giugno 2004 | 8 giugno 2009  | Aldo Morelli         | centro-sinistra                                                | Sindaco | [ 12 ] |
| 8 giugno 2009  | 26 maggio 2014 | Giuseppe Chiaramonte | Partito Democratico                                            | Sindaco | [ 12 ] |
| 26 maggio 2014 | 27 maggio 2019 | Alessio Torrigiani   | PD, PSI, SEL, PRC                                              | Sindaco | [ 12 ] |
| 27 maggio 2019 | 10 giugno 2024 | Alessio Torrigiani   | Bella Lamporecchio PD, PSI                                     | Sindaco | [ 12 ] |
| 10 giugno 2024 | In carica      | Anna Trassi          | Lista civica "Insieme si cambia"                               | Sindaco |        |

## Sport

### Ciclismo
Gruppo Sportivo Mastromarco
Nella frazione di Mastromarco ha sede il Gruppo Sportivo Mastromarco, una squadra maschile di ciclismo su strada riservata agli under 23; fondata nel 1962 ha avuto tra i suoi corridori ottimi atleti, alcuni diventati professionisti, tra i quali spicca Vincenzo Nibali vincitore di Vuelta a España, Giro d'Italia e Tour de France.

### Calcio
Lamporecchio conta ben 4 società calcistiche. La più blasonata è la A.S.D Lampo 1919 che milita attualmente nel campionato di Promozione. Le altre squadre presenti nel territorio comunale sono il Cerbaia Calcio che milita nel campionato di Terza Categoria, il Borgano e il Mastromarco entrambe iscritte al campionato amatoriale UISP del Circondario Empolese - Val d'Elsa.
Torneo dei rioni
Il torneo dei rioni è una manifestazione calcistica che si svolge solitamente nel periodo estivo e coinvolge attivamente buona parte della popolazione di Lamporecchio. Il torneo nella forma attuale mette in competizione 6 Rioni cittadini:
- Rione Centro
- Rione Mastromarco - Poggio Argentale
- Rione Tesi
- Rione Cerbaia
- Rione Levante (Papone - Borgano - Orbignano)
- Rione Montalbano (San Baronto - Fornello - Porciano)

Sono previsti due gironi, da tre rioni, estratti a sorte. Le finaliste del torneo precedente vengono collocate come teste di serie dei due giorni. Le squadre di ogni girone si affrontano in gara secca. La prima classificata di ogni girone accede direttamente alle semifinali, mentre le seconde e le terze affrontano un play-off.